# Cordula Reyer

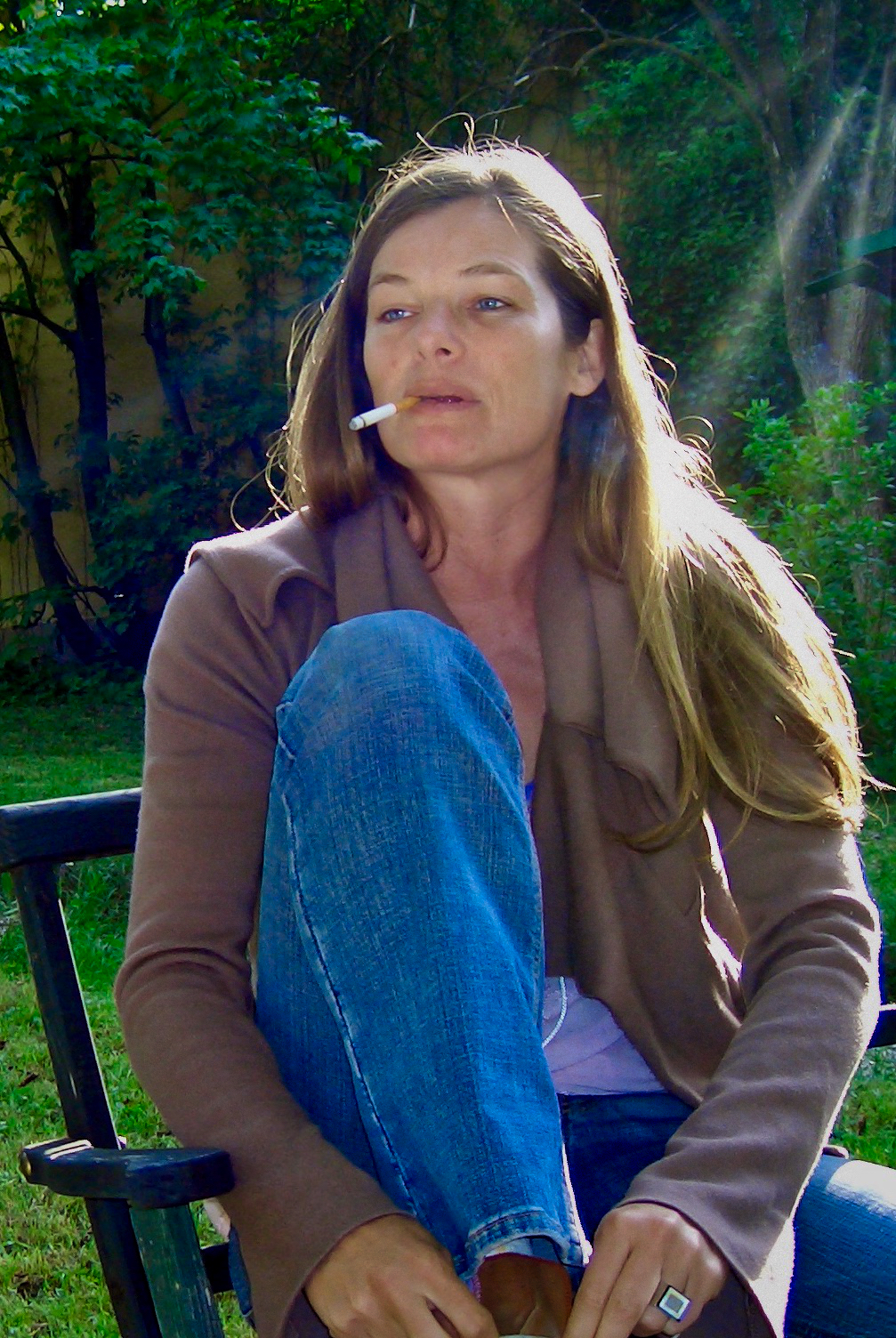
Cordula Reyer ca. 2000

Cordula Reyer (* 8. Oktober 1962 in Wien) ist eine österreichische Journalistin und ein ehemaliges Model der 1980er- und 1990er-Jahre.

## Leben
Cordula Reyer wurde als zweitältestes von vier Geschwistern geboren. Ihre Eltern sind der Burgschauspieler Walther Reyer und seine Frau Claudia, geb. Feldmann.
Reyer begann ihre Karriere als Laufstegmannequin für verschiedene Modelabels wie Saint Laurent und Helmut Lang. Sie stand einer Karriere als Model aber misstrauisch gegenüber und zog sich nach ersten Erfolgen mit 21 Jahren zurück, um eine Schneiderlehre zu absolvieren und ein Kind zu bekommen. Ab dem 25. Lebensjahr übernahm sie wieder Aufträge und war auf großen Modeschauen von Dolce & Gabbana, Prada, Comme des Garçons, Jil Sander, Max Mara, Thierry Mugler und Bottega Veneta vertreten. Reyer war außerdem regelmäßig auf den Titelseiten der Modezeitschriften Vogue, Elle, Glamour oder Marie Claire abgebildet, fotografiert von Fotografen wie Helmut Newton, Annie Leibovitz oder Peter Lindbergh.
Sie hatte Verträge mit verschiedenen Kosmetikfirmen wie Revlon, Gap oder Bloomingdale. Nach dem Ende ihrer Karriere begann sie Interviews und Artikel in Printmedien wie der Welt oder Zeit zu veröffentlichen. Mittlerweile arbeitet sie als Journalistin.
Cordula Reyer lebt heute abwechselnd in Wien und Los Angeles. Sie hat einen Sohn (* 1984).

## Schriften
- Glücklichsein für Fortgeschrittene: Wie ich lernte meine Schwächen zu lieben, ISBN 978-3-85033-499-0.